# 335年
| 千纪： | 1千纪                                                                                           |
| 世纪： | 3世纪 \| 4世纪 \| 5世纪                                                                         |
| 年代： | 300年代 \| 310年代 \| 320年代 \| 330年代 \| 340年代 \| 350年代 \| 360年代                       |
| 年份： | 330年 \| 331年 \| 332年 \| 333年 \| 334年 \| 335年 \| 336年 \| 337年 \| 338年 \| 339年 \| 340年 |
| 纪年： | 乙未年（羊年）；成汉玉恒元年；东晋咸康元年；前凉建兴二十三年；后赵建武元年                      |

## 大事记
- 趙武帝石虎稱石弘居喪不孝，廢為海陽王，與程太后及弟秦王石宏、石恢一同幽禁崇訓宮，不久皆殺之。
- 後趙將首都由襄國（今中國河北邢台）遷至鄴（今河北邯郸市臨漳县城西南20公里邺城遗址）。
- 九月，后赵将石斌讨平北羌薄勾大。
- 後趙天王石虎派石遇進攻桓宣所駐的襄陽，毛寶於是與南中郎將王國和征西司馬王愆期等率兵救援桓宣，在章山與石遇對抗，對持二十日後石遇軍中乏糧且爆發疫症而退軍。

## 逝世
- 程太后，中国五胡十六国时代后赵开国皇帝石勒的妃嫔，石弘的母亲。
- 教宗西尔维斯特一世
- 石宏，中國五胡十六國時代後趙的皇子，石勒之子。
- 石弘，中國五胡十六國時代後趙的君王。
- 石恢，中國五胡十六國時代後趙的皇子，石勒之幼子。
- 豫章郡君，晋明帝司马绍的母亲。
- 旃陀罗·笈多一世